# Jean-Galbert de Campistron

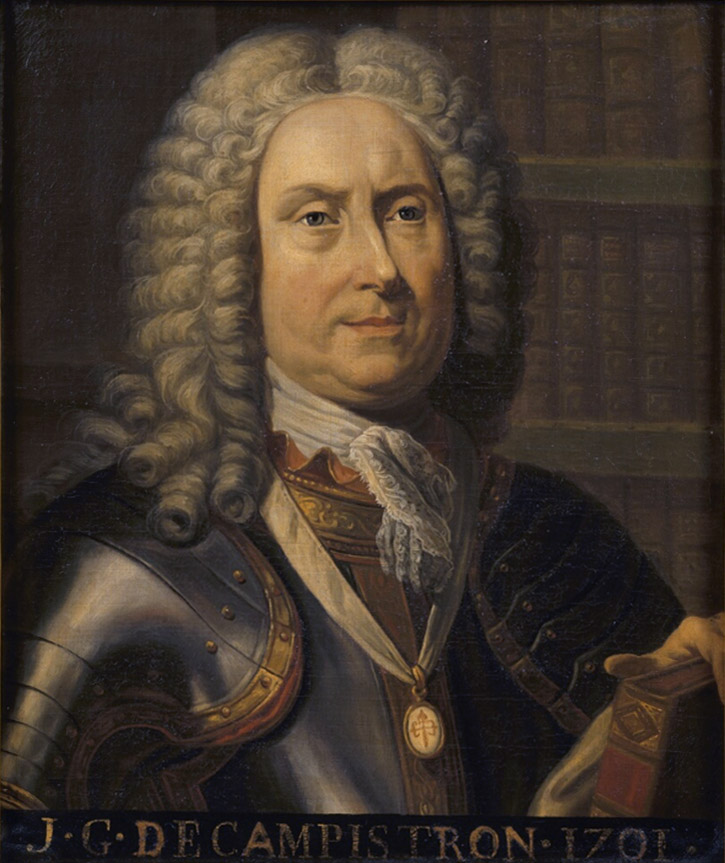
Jean-Galbert de Campistron (Maler unbekannt)

Jean-Galbert de Campistron (* 1656 in Toulouse; † 11. Mai 1723 ebenda) war ein französischer Dramatiker und Schüler Jean Racines.

## Leben
Jean Galbert de Campistron stammte aus einer alten Adelsfamilie. Mit 17 Jahren wurde er in einem Duell verwundet und von der Familie zur Ausbildung nach Paris geschickt. Kurz nach seiner Ankunft vollendete er seine erste Tragödie Virginie und lernte Racine kennen. Er wurde Sekretär beim Herzog von Vendôme, für den er die nächsten dreißig Jahre die Geschäfte führte.
Mit Wirkung vom 28. Februar 1701 wurde Campistron als Nachfolger des verstorbenen Lyrikers Jean Regnault de Segrais in die Académie française (Fauteuil 6) aufgenommen.
1710 heiratete er Mademoiselle de Maniban Casaubon, eine leibliche Cousine des gleichnamigen Premier President du Parlement de Toulouse und der Schwester des Erzbischofs von Bordeaux. Aus dieser Ehe gingen fünf Kinder hervor. Am 11. Mai 1723 starb Campistron an der Folge eines Schlaganfalls in seiner Heimatstadt Toulouse. Im dortigen Rathaus befindet sich eine Büste Campistrons.

## Schaffen
Zu Lebzeiten galt Campistron als einer der bedeutendsten Dramatiker seiner Zeit. Aufgrund seines Erfolges bei Zuschauern und Kritikern wurde er bei seinem Ableben als „der würdige Nachfolger Corneilles und Racines“ angesehen. Der Theater- und Sprachwissenschaftler Curt Hausding weist darauf hin, dass der Erfolg von Campistrons „Tragödien Andronic, Alcibiade und Tiridate […] so gewaltig [war], dass sich selbst die Dramen Racines im Erfolg und in der Anzahl der aufeinanderfolgenden Vorstellungen nicht mit ihnen messen konnten.“ Seine Tragödie Arminius widmete er der Duchesse de Bouillon (1649–1714), deren Günstling er in frühen Jahren gewesen sein soll.
Campistron galt zu seinen Lebzeiten er als innovativer Künstler, in dessen Werk sich bereits moderne Stile, wie das Melancholische, das Seltsame und das Außergewöhnliche identifizieren lassen, Elemente, die sich erstmals in Chateaubriands René vollständig vorfinden. Nach seinem Tode wurde Campistrons Werk jedoch zunehmend der Kritik unterzogen, vor allem durch kritische Stellungnahmen Voltaires und Jean-François de La Harpes Deren posthume Kritiken legten den Grundstein für das heute weitverbreitete Urteil, bei Campistron handele es sich um den „oberflächlichsten und unbedeutendsten Nachahmer“ Racines.
Aufgrund dieses negativen Rufes war die Rezeption im Ausland nur mäßig. Jedoch hat die Forschung nachgewiesen, dass die relative Unbekanntheit Campistrons und dessen Ruf eines „sklavischen Nachahmer Racines“ zu unmarkierten Übernahmen motivierte. Man konnte sich in seinem Werken bedienen, ohne dabei Gefahr zu laufen, dass diese Übernahmen entdeckt wurden. So finden sich u. a. in Lessings Emilia Galotti und Schillers Don Carlos Hinweise für unmarkierte Übernahmen entscheidender inhaltlicher, stilistischer und kompositorischer Elemente aus Campistrons Werken.
Die erste Aufführung der Werke Campistrons in Deutschland erfolgte 1709 im Komödienhaus in Dresden.

## Zitat
Das zeitgenössische Meyers Konversationslexikon urteilte:

„Jean-Galbert de Campistron war ein treuer Schüler Racines, den er in seinen Dramen möglichst genau nachzuahmen suchte. Es fehlte ihm aber an Energie und Tiefe, wenn auch nicht an Anmut; statt der Liebe ist die Galanterie bei ihm Hauptmotiv.“

## Werke (Auswahl)
Operntexte
- Acis et Galatée (Musik von Jean-Baptiste Lully) (1686).
- Achille et Polixene (Musik von Lully und Pascal Collasse) (1687)
- Alcide (Musik von Marin Marais) (1693)

Komödien
- L’amant amant (1684).
- Le Jaloux désabusé (1709).

Tragödien
- Virginie (1683).
- Arminius (1684).
- Alcibiade (1685).
- Andronic (1685).
- Phocion (1688).
- Tiridate (1691).

Werkausgabe
- Œuvres choisies. Paris 1810 (3 Bände, Nachdruck der Ausgabe Paris 1750).